# Parafia św. Anny w Ustrzykach Górnych
Parafia św. Anny w Ustrzykach Górnych – rzymskokatolicka parafia znajdująca się w archidiecezji przemyskiej, w dekanacie Lutowiska.

## Historia
Ustrzyki Górne były w 1580 roku lokowane na prawie wołoskim. Do kościoła w Lutowiskach wierni mieli 20 km, dlatego początkowo przyjeżdżał ks. Stanisław Wawrzkowicz i odprawiał msze święte w domach prywatnych. Latem 1953 roku do Ustrzyk Górnych przybył turystycznie z młodzieżą ks. Karol Wojtyła, a 5 sierpnia weszli na Tarnicę.
22 lipca 1984 roku poświęcono plac pod budowę kościoła. W 1985 roku rozpoczęto budowę kościoła murowanego według projektu arch. Stanisława Zurycha. 3 sierpnia 1986 roku kościół filialny został poświęcony przez bpa Ignacego Tokarczuka, pw. św. Anny. Następnie w 1993 roku zbudowano dom rekolekcyjny, a w 1994 roku został utworzony rektorat. 
3 maja 1999 roku dekretem abp Józefa Michalika została erygowana parafia z wydzielonego terytorium parafii Lutowiska.
Kościół i dom rekolekcyjny w Ustrzykach powstały w budzącym kontrowersje stylu współczesnym, nie nawiązującym do charakterystycznych cech bieszczadzkiego budownictwa sakralnego. Obydwa obiekty powstały na obszarze zniwelowanego cmentarza greckokatolickiego.
W parafii znajduje się także Archidiecezjalny Dom Rekolekcyjny im. bł. Jana Pawła II.
Rektorzy kościoła:
1994–1995. ks. Stanisław Węglarz.
1995–1997. ks. Andrzej Pokrywa.
1997–1998. ks. Tadeusz Żygłowicz.
1998–1999. ks. Adam Boruta.
Proboszczowie parafii:
1999–2005. ks. Adam Boruta.
2005– nadal ks. prał. Marek Typrowicz.

## Zasięg parafii
Do parafii należy 420 wiernych z miejscowości: Ustrzyki Górne – 70, Pszczeliny – 120, Stuposiany – 93, Tarnawa Niżna – 25. Muczne – 35, Bereżki – 25, Wołosate – 25.

## Kościoły filialne
- Pszczeliny – kościół filialny Świętych Apostołów Piotra i Pawła
- Muczne – kościół filialny św. Huberta
- Tarnawa Niżna – kościół filialny Najświętszego Serca Pana Jezusa

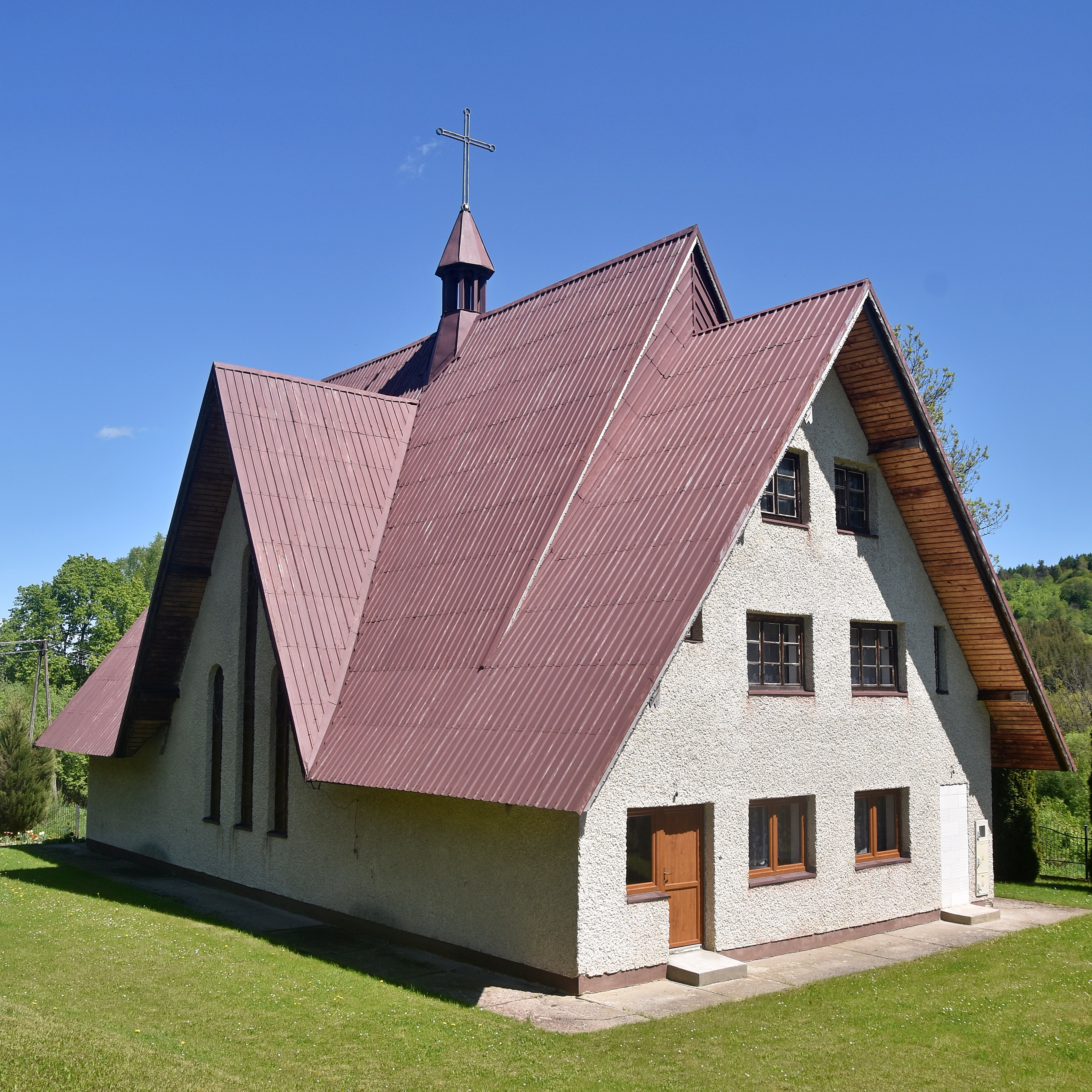
Kościół filialny w Pszczelinach
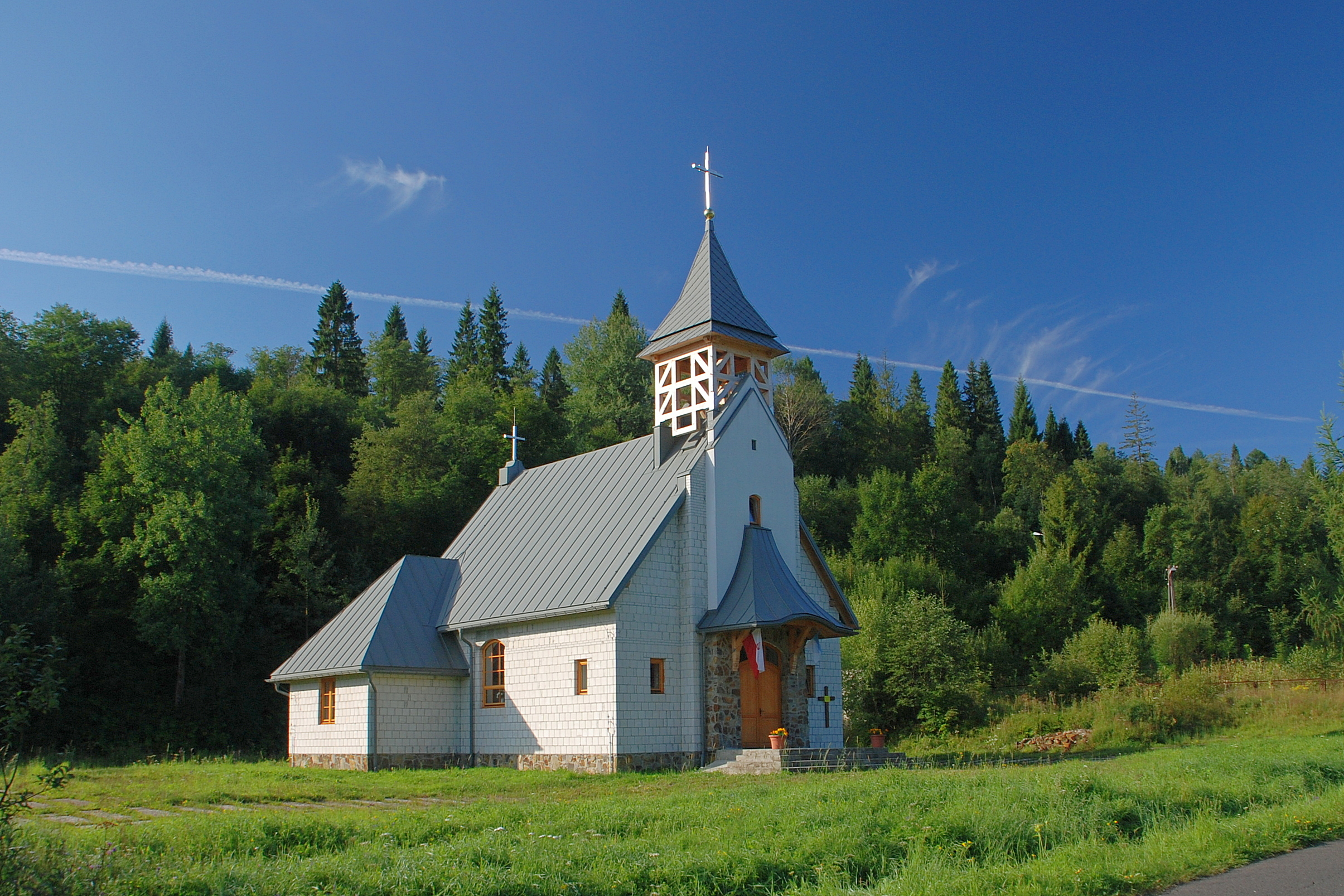
Kościół filialny w Tarnawie Niżnej
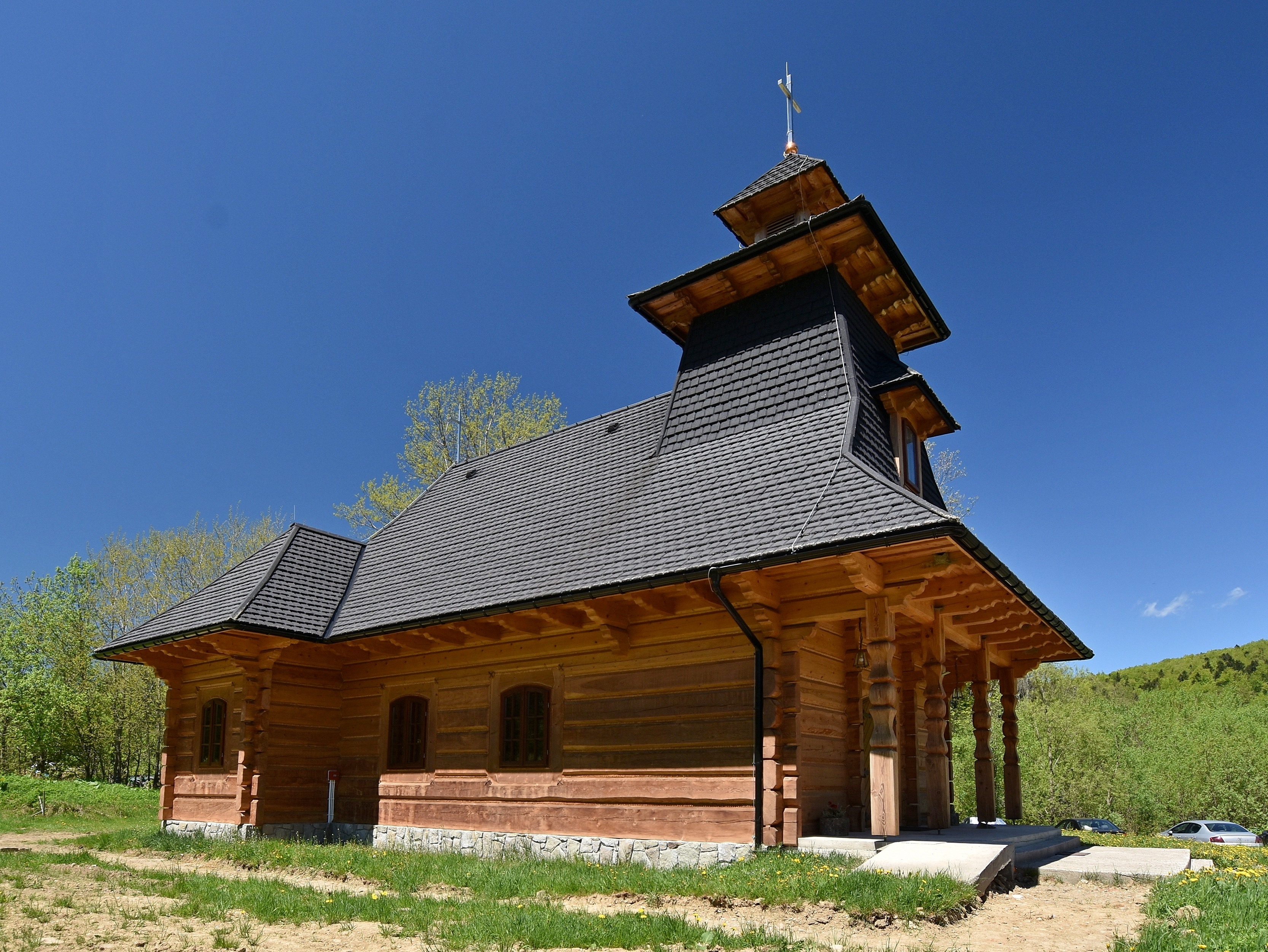
Kościół filialny w Mucznem